# Клектонская культура
Клектонская культура (англ. Clactonian culture) — одна из старейших археологических культур нижнего палеолита, существовавшая на территории Западной Европы около 550—475 тыс. лет назад. Большинство артефактов найдено в бассейне Темзы.
Название происходит от эпонимичной стоянки близ города Клактон-он-Си в Великобритании, графство Эссекс, где были найдены кремнёвые орудия данной культуры. Характерным для данной культуры было то, что её представители искали кремнёвые «полуфабрикаты», близкие по форме к готовым орудиям, после чего «дорабатывали» их, откалывая мелкие куски. Таким образом они изготавливали скребки, резцы и другие орудия.

## Споры о классификации
По-видимому, клектонские орудия сосуществовали с ашельскими, при изготовлении которых использовалась идентичная технология, однако в состав которых также входили ручные каменные топоры, изготавливаемые путём двусторонней обработки кремня.
В 1990-е гг. ряд исследователей выступил с точкой зрения, что различие между клектонской и ашельской индустриями было мнимым. По их мнению, клектонская индустрия совпадала с ашельской, а отсутствие в «клектонских» находках каменных топоров объяснялось отсутствием необходимости в них либо качеством местного сырья для изготовления палеолитических орудий.
Тем не менее, в 2004 году при раскопках памятника Саутфлит-Роуд в Кенте был обнаружен забитый первобытными людьми слон эпохи плейстоцена. Рядом со слоном обнаружены многочисленные клектонские орудия, среди которых, однако, по-прежнему отсутствовали каменные топоры. Поскольку каменный топор был бы гораздо более удобным орудием для охоты на слона, чем обычный отщеп, данная находка считается сильным свидетельством в пользу того, что клектонская индустрия развивалась независимо от ашельской. Территория, где был найден слон, изобиловала кремнёвым сырьём подходящего качества для изготовления каменных топоров, поэтому следует предположить, что люди, охотившиеся на данного слона, не владели технологией изготовления двусторонних каменных топоров. Сторонники гипотезы о том, что клектонская индустрия существовала независимо от ашельской, указывают на отсутствие конкретных свидетельств о родстве между двумя индустриями, а происхождение нескольких орудий, будто бы указывающих на такое родство, является спорным.
В настоящее время всё чаще оспаривается традиционная точка зрения, согласно которой клектонская индустрия предшествовала ашельской, поскольку ашельские орудия были обнаружены в Боксгроуве в Сассексе и Хай-Лодже в Саффолке в слоях, связанных с английской стадией (MIS 12) — оледенением, которое предшествовало хокснийской стадии (потепление, MIS 11), а следовательно, и клектонской культуре. Но независимо от того, относились ли ашельские и клектонские орудия к общей культуре или к разным, между их создателями наверняка существовали культурные контакты.